# 克勒珀林
克勒珀林（德語：Kröpelin，發音：[kʁøːpəˈliːn] ⓘ）是德国梅克伦堡-前波美拉尼亚州罗斯托克县的城市，面积67.54平方千米，2023年12月31日人口为4,816人。